# Ballerinan
Ballerinan är ett musikalbum från 2010 av Sanna Carlstedt. Skivan är utgiven av Satellite Records.

## Låtlista
1. Snickra En Fågelholk
2. Det Blåser På Berget
3. Sömnlös
4. Vågor Rullar In
5. 30-Års Kris
6. Hångla
7. Poesi
8. Varför Har Almar Svarta Stammat?
9. Ballerinan
10. Sa Jon
11. Ottesång